# In nomine
In nomine (лат. Во имя [Господне]) — жанр инструментальной консортной музыки полифонического склада, специфический для английской музыкальной культуры второй половины XVI — XVII веков.

## Исторический очерк

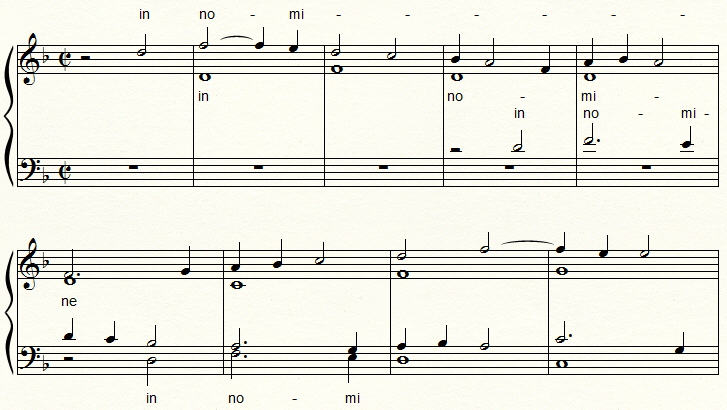
Джон Тавернер. Месса "Gloria tibi Trinitas", фрагмент из части Benedictus ('in nomine')

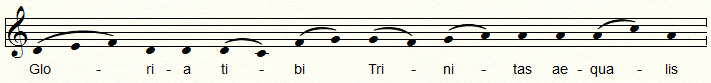
Григорианский антифон "Gloria tibi Trinitas" (начало), который Тавернер обработал как cantus firmus в мессе (в примере выше см. альт)

В период между 1526 и 1529 гг. английский композитор Джон Тавернер написал шестиголосную мессу на cantus firmus «Gloria tibi Trinitas» (Слава тебе, Троица; по происхождению — григорианский антифон). В конце (написанного на четыре голоса) ординарного Benedictus, начиная со слов in nomine, Тавернер в очередной раз провёл cantus firmus (в упрощённом виде) в альте и обогатил это проведение контрапунктирующими голосами. Поначалу этот пассаж использовался сам по себе в инструментальных обработках современников. В дальнейшем, примерно на протяжении 150 лет тавернеровская обработка антифона, теперь под названием In nomine, приобрела в Англии чрезвычайную популярность в качестве основы для инструментальных полифонических (преимущественно четырёх- и пятиголосных) вариаций и фантазий.

## Характеристика
Пьесы, носящие заголовок In nomine, обычно представляют собой образцы консортной музыки на 4-5 голосов (например, в расчёте на консорт виол). Собственно распев In nomine поручается одному из инструментов консорта и проводится в увеличении (наподобие cantus firmus). Прочие инструменты играют облигатные голоса, как правило, используя разнообразные приёмы имитационной техники.
Характерные образцы жанра создали Кристофер Тай (24 обработки In nomine), Томас Таллис, Уильям Бёрд, Томас Уилкс, Джон Булл, Орландо Гиббонс, Томас Томкинс, Уильям Лоуз, Генри Пёрселл и др.
Редки образцы In nomine, написанные для клавесина (органа), как например, фантазия «Farewell» Джона Доуленда.

## Рецепция
Композиции на In nomine частично возродились в различных формах в музыке XX — XXI веков. В опере «Молчаливая женщина» Рихард Штраус цитирует фрагмент органной композиции In nomine Джона Булла. Отдельные сочинения с таким заголовком написали Питер Максвелл Дейвис, Роджер Смолли, а также Дьёрдь Куртаг, Вольфганг Рим, Сальваторе Шаррино, Ганс Цендер, Вальтер Циммерман и другие композиторы.